# Laurentius von Canterbury
Laurentius von Canterbury († 2. Februar 619) war der zweite Erzbischof von Canterbury.

## Leben
Er kam 597 zusammen mit Augustinus von Canterbury auf der Insel Thanet an, um an der römischen Expedition zur Christianisierung Kents teilzunehmen. Er wurde zurück zu Papst Gregor I. geschickt, um über die Taufe des Königs Æthelberht von Kent zu berichten. Er folgte um 604 Augustinus als Erzbischof. Sein Nachfolger wiederum war Mellitus, der Bischof von London.
Während Laurentius’ Regierung starb Æthelberht (616), sein Sohn Eadbald kehrte zum alten Glauben zurück und viele Missionare flohen zurück nach Gallien. Aber Laurentius gelang es, ihn zurückzugewinnen. Die Legende sagt, dass Laurentius dabei war, seine Bemühungen aufzugeben, als er bei einem Besuch von St. Peter eine Vision hatte, in der er gescholten und ausgepeitscht wurde. Die Peitschenmale zeichneten sich auf seinem Körper ab, was Eadbald zu seiner erneuten Konversion veranlasste.
Er wurde in der Kirche von St. Peter’s Abbey begraben, die später in St. Augustine’s umbenannt wurde.
Als Festtag ist in England der 3. Februar üblich.